# Кочерга, Светлана Алексеевна
Светлана Алексеевна Кочерга (род. 29 января 1955, с. Гермаковка) — советский и украинский филолог, доктор филологических наук, член Национального союза писателей Украины, многолетний директор Музея Леси Украинки в Ялте, заведующий кафедры украинской филологии и методики преподавания Крымского гуманитарного университета в г. Ялта (республиканский ВУЗ). Заслуженный работник культуры АР Крым, Кавалер ордена княгини Ольги ІІІ степени.

## Биография
Окончила с отличием филологический факультет Симферопольского университета в 1977 году.
В литературу Светлана Кочерга вошла литературно-критическими статьями. Ещё учась на филологическом факультете Симферопольского университета, увлеклась литературоведением. Её наставником в те годы был профессор Александр Губарь, под руководством которого она и выполнила первую научную студенческую работу — «Проблема художественного синтеза в поэме-симфонии Павла Тычины „Сковорода“».
Проблема «художественного синтеза» в литературе рассматривалась ею и потом — когда работала в школе преподавателем украинского языка и литературы, а также когда занималась разработкой диссертации по теме «Украинская поэтическая маринистика конца XIX — начала XX века». Принцип художественного синтеза стал основой её собственного поэтического творчества.
С 1987 года работала научным сотрудником, а впоследствии — заведующей Ялтинского историко-литературного музея. В 2014 году Светлана Кочерга оставила эту должность и Крым вообще.
Окончила аспирантуру Львовского государственного университета им. И. Франко — 1993 г., и докторантуру Волынского национального университета им. Леси Украинки в 2010 г. Тема кандидатской диссертации «Поэтическая маринистика конца XIX — начала XX века», тема докторской диссертации «Культурософская концепция Леси Украинки: культурные коды, образы, сюжеты»."
Область научных интересов — гендерные исследования, имагология, гностицизм, семиотика, творчество Леси Украинки.
До июля 2014 года работала заведующей кафедрой украинской филологии Крымского гуманитарного университета (г. Ялта). С сентября 2015 года работает на должности профессора кафедры украинского языка и литературы Национального университета «Острожская академия».
Указом Президента Украины № 336/2016 от 19 августа 2016 года награждена юбилейной медалью «25 лет независимости Украины».

## Творчество
Автор 2 монографий, 3 пособий и более 80 статей в периодике.
В частности, автор статей о художниках Крымского полуострова, в частности о Николае Вакуленко, заслуженном художнике-керамисте мастере народных искусств из Ялты, который занимается изготовлением изделий из керамики.
Подборка стихов С. Кочерги «Сети молчаний» доступна в Интернете.
На стихи Светланы Кочерги было написано несколько песен, которые исполняла София Ротару. Подборки её стихов печатались в журнале «Колокол» (цикл «В сиянии нимба голубом»), в «Крымской светлице». В 1998 году в симферопольском издательстве «Доля» вышла её сборник «Диминуэндо».
С. Кочерга исследует творчество Леси Украинки. Её перу принадлежит очерк «Ифигения в Тавриде», который увидел свет в Крымском государственном учебно-педагогическом издательстве 1998 года.
Светлана Кочерга инициатор создания любительского эксклюзив-театр «Семь Муз».

## Основные работы
Монографии:
- Кочерга С. Культурософия Леси Украинки. Семиотический анализ текстов / Светлана Кочерга. — Луцк: Твердыня, 2010. — 676 с.
- Письма так долго идут… Находки архива Леси Украинки в Славянской библиотеке в Праге/Составление, предисловие и примечания Светланы Кочерги. — К.: Вид. Центр «Просвіта», 2003. — 308 с.

Пособия:
- Кочерга С. А. Интеллектуальная парадигма культурософии Леси Украинки / Сек. Кочерга. — Луцк: Башня, 2010. — 204 с.
- Кочерга С. А. Ифигения в Тавриде. Страницы летописи крымского Леси Украинки / Сек. Кочерга. — Симферополь: Кримнавчпеддержвидав, 1998. — 112 с.
- Кочерга С. А. Южный берег Крыма в жизни и творчестве украинских писателей XIX века. — Ялта: РВВ Крымского гуманитарного института, 2004 — 35 сек.
- Кочерга С. А. Под знаком Крыма (украинская литература XIX и первой трети XX веков): учебное пособие / С. А. Кочерга. — Острог: Издательство Национального университета «Острожская академия», 2015. — 202 с.

Художественные произведения:
- «Диминуэндо». Сборник стихов. — Симферополь: «Доля», 1998.
- Сети мовчань. Сборник стихов. — Симферополь: «Таврия-Плюс»